# 拉拉泰特
拉拉泰特（法語：La Latette，法語發音：[la latɛt]）是法国汝拉省的一个市镇，位于该省东北部，属于隆斯勒索涅区。

## 地理
拉拉泰特（46°45'8"N, 6°5'25"E）面积5.89 平方千米，位于法国勃艮第-弗朗什-孔泰大區汝拉省，该省份为法国东部内陆省份，北起上索恩省，西北接科多尔省，西临索恩-卢瓦尔省，南至安省，东与杜省和瑞士接壤。
与拉拉泰特接壤的市镇（或旧市镇、城区）包括：隆科雄、弗拉罗、塞尔涅博、里镇、米尼奥维拉尔。
拉拉泰特的时区为UTC+01:00、UTC+02:00（夏令时）。

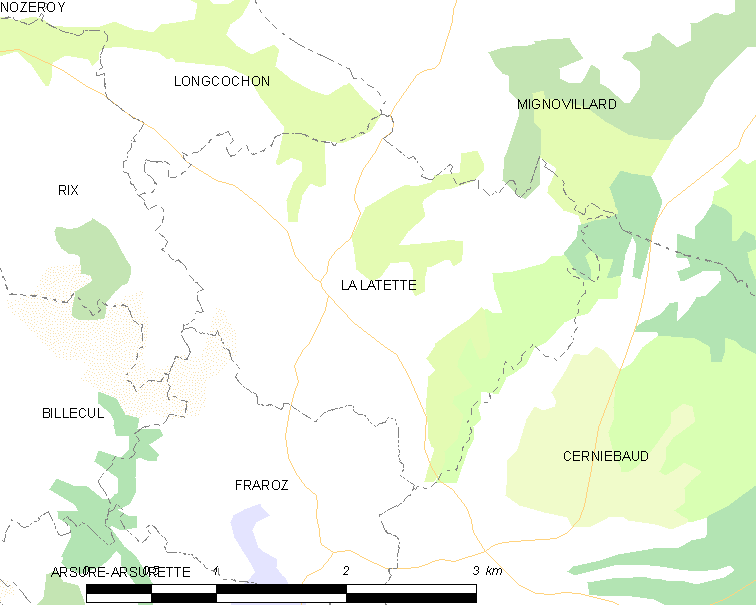
拉拉泰特的OSM定位图

## 行政
拉拉泰特的邮政编码为39250，INSEE市镇编码为39282。

## 政治
拉拉泰特所属的省级选区为圣洛朗昂格朗沃县。

## 交通
汝拉省省道D19线和D286线在拉拉泰特交汇。

## 人口

1962-2008年间拉拉泰特人口变化图示

拉拉泰特于2022年1月1日时的人口数量为77人。